# Герб Момского района
Герб муниципального образования «Момский район» Республики Саха (Якутия) Российской Федерации.
Герб утверждён постановлением Президиума Районного Совета депутатов «Момский район» № 6 от 30 июня 2005 года.
Герб внесён в Государственный геральдический регистр Российской Федерации под регистрационным номером № 2017.

## Описание герба
«В лазоревом поле два сообращённых танцующих с воздетыми крыльями серебряных стерха (кыталык) с черными концами крыльев и хвостов, червлёными клювами и лапами; зелёная оконечность отделена серебряным поясом, украшенным червлёным национальным орнаментом. Во главе семь серебряных дугообразно расположенных якутских алмазов (фигуры в виде поставленных на угол квадратов, каждый из которых расторгнут на шесть частей: накрест и наподобие двух сходящихся по сторонам стропил)».

## Описание символики герба
У якутов исключительным уважением пользуется птица — кыталык (стерх).
В древней мифологии стерх выступает в виде светлого начала, помощника и покровителя людей среднего мира. Она обитает в верхних небесах, является дочерью верховного божества Айыны Сиэр Тойон и величавой Айыы Ньуоралдъын Хотун. Появление летающих стерхов над какой-либо местностью порождает мысль о счастливой судьбе. А тому, кто увидит танец священных птиц, предвещается счастливое будущее.
Стерх олицетворяет светлое, доброе, счастливое начало во всей нашей многоликой и изменяющейся жизни. Символ вечности.
Эвенский национальный узор — под геометрическими орнаментами, в виде юрт шесть наслегов муниципального образования «Момский район», которые имеют статус «национальный наслегов».
Выступающие детали каркаса юрты в виде рогов северного оленя и люди между юртами, характеризуют основную деятельность района — оленеводство. Орнамент выполнен в традиционном эвенском стиле.
Алмазы в особой стилизации, аналогичной их стилизации в Государственном гербе Республики Саха (Якутия), обозначают административно-территориальную принадлежность муниципального образования к Республике Саха (Якутия).
Авторы герба: Ефимов Пантелеймон Пантелеймонович (с. Хонуу), компьютерный дизайн: Матвеев Артур Матвеевич (г. Якутск).